# 张志坚 (上将)
张志坚（1934年5月—），男，山西闻喜县河底镇北郭村人，中国人民解放军上将。 

## 生平
1950年初考入省立运城师范学校。1951年7月作为在校生参加中国人民解放军，进入第31步兵学校学习。转入华北军区军政干部学校学习。1952年6月任察哈尔军区文化速成学校教员。1952年参加抗美援朝，1953年1月任中国人民志愿军第200师医院文化教员。参加了金城反击战的战勤工作。1954年6月—1957年7月在中国人民志愿军参谋学校学习。1956年2月加入中国共产党。1957年7月任第200师教导营参谋，第67军司令部作训处参谋。1969年10月任陆军第67军司令部作训处副处长。1971年3月任陆军第67军司令部作训处处长。1978年5月任第200师司令部参谋长、1979年7月任第67军副参谋长。1980年12月任第200师师长。1983年5月任第67军军长，1985年7月率部参加两山战役轮战。1986年12月任济南军区副司令员。1987年8月—1990年4月在山东大学夜大学习哲学社会科学。1988年9月被授予少将军衔。1990年7月晋升中将军衔。1992年11月任北京军区副司令员兼北京卫戍区司令员。1993年12月任成都军区政治委员。1998年3月4日晋升上将军衔。1999年5月离任。
中共第十五届中央委员。第七届、第八届全国人大代表。